# Кърбава
Кърбава (на хърватски: Krbava; на латински: Corbavia)) е исторически регион в Централна Хърватия. Попада в източната част на Лика. Най-голямото селище разположено на карстовото поле Кърбава е Удбина.
Кърбава е един от дванадесетте средновековни региона, формиращи някогашната Личко-кърбавска жупания в състава на Хърватското кралство. Многобройни исторически източници, предимно на латински език, споменават топоними на територията на Кърбава, повечето от които присъстват и в съвременната топонимия.
На 9 септември 1493 г. се разиграва битката на Кърбавското поле, в която хърватските сили са разгромени от османската армия.